# 의료기기 설계
의료 기기 디자인은 그 이름에서 알 수 있듯이 의료 기기의 설계를 의미한다. 업계에서 많은 규제가 있기 때문에, 의료 기기의 설계는 공학 및 법적 관점 모두에서 중대한 과제를 안겨준다.

## 의료 기기 시장

### 세계
전세계 의료기기 시장은 2018년도 추산으로 4250억$ 정도이며 
이는 진단영상 부분이 25%, 소모품 부분이 16%, 환자지원 부분이 13%, 정형외과/비뇨기과 부분이 12%, 치과제품이 7%, 기타 28% 차지한다.
전세계 시장 중 미국은 40% 정도 차지하고 있으며, 유럽은 20%, 일본은 10%, 중국은 6%, 한국은 1.5%의 시장을 차지하고 있다.

### 한국
대한민국은 일반적으로 전세계 시장의 1.5~1.7% 정도의 시장을 가진다. 다른 말로 하면 대한민국의 시장의 60~70배 정도가 전세계 시장이 된다.
2019년도 국내 의료기기 시장(제조원가 금액)은 7.8조원 수준이며, 국내에서 7.28조원 제조(작년대비 증가율 11.8%)하여, 4.32조원어치 수출하고, 내수에 2.96조원 판매한다. 수입은 4.85조원어치를 하여 무역 역조는 0.53조원 적자이다.
실제 소비자가의 시장 규모는 14조원 정도되며, 국내 자동차 시장이 40조원 시장이므로 결코 작은 시장이 아니다.
2019/2023년에는 의료기기 제조업체수는 3,570/4,223개이며, 품목수는 15,705/18,310개이고, 64,470/89,487명의 운영인원이 있으며, 2023년도의 제조금액은 11.31조원이다. 실제 의료기기 분야 종사자(영업, 서비스 포함)는 10/15만명이 넘는다. 또한 2023년도의 수입업체수는 2,963개이며 수입품목수는 27,521개이고, 55,438명의 운영인원이 있으며, 수입원가는 6.18조원으로 의료기기에서 5900억원 무역흑자를 내고 있다.

### 미국
미국의 의료 기기 산업은 전 세계적으로 가장 큰 시장 중 하나이며 연간 1 천 1 백억 달러를 초과한다. 2012년 세계 시장의 38 %를 차지했으며 현재 전국에 6500 개 이상의 의료 기기 회사가 존재한다. 이 회사들은 주로 50명 미만의 직원으로 이루어진 소규모 운영이다. 의료기기화사들은 주로 캘리포니아, 플로리다, 뉴욕, 펜실베이니아, 미시간, 매사추세츠, 일리노이, 미네소타 및 조지아에 많이 있다. 워싱턴, 위스콘신 및 텍사스 역시 의료 기기 업계에서 고용 수준이 높다.  산업은 전기 의료 기기, 방사선 기기, 외과 및 의료 기기, 외과 기기 및 용품, 치과 장비 및 용품으로 나뉜다.

## 의료기기의 설계에 대한 기준표준

### 표준의 종류
- 용어표준 - 같은 분야에 같은 의미의 용어를 사용해야 헷갈리지 않고 빠르게 의사전달을 할 수 있기 때문에 용어표준을 만든다. 예로 validation은 각 분야마다 그 의미가 조금씩 다르다. 대표적인 것이 보건의료용어표준이 있다.
- 품질.환경.안전표준 - 의료기기의 경우 대부분의 표준이 안전 표준이다. 수많은 의료기기 설계에 있어 미처 고려하지 않아 생기는 위험들을 수많이 겪어보았다. 이러한 고려하지 않아 생기는 위험에 대한 요인을 위해요인(hazard)라고 한다. 이 위해요인이 어떤 위해상황(hazadous situation)에 놓이게 되면 위해(harm)이 발생할 수 있다. 이 위해의 정도를 위험(risk)라고 하는데, 이 위험을 허용할 수 없다면, 위험하지 않게 하기 위해 어떤 제한치를 설정할 수 있다. 이런 제한치를 허용기준이라 한다. 관련 의료기기에 대한 위해요인 및 허용기준을 여러 이해관계자들이 합의에 의해 만든 것을 기준표준이라 한다. 때에 따라 그 시험기준에 대한 시험방법도 제시하기도 한다. 이에 대표적인 표준이 IEC 60601 시리즈, IEC 61010 시리즈이다.
- 측정.시험 표준 - 시험기준을 만족하는지에 대한 평가로 여러 시험방법이 존재할 수 있는데 대표적인 측정 이나 시험방법을 기술해놓은 표준을 의미한다. 대표적인 표준이 ISO 10993 시리즈이다.
- 인터페이스 표준 - 시스템간 상호 작동이 가능하도록 개발이 필요한 경우 만든 표준으로 의료기기에는 DICOM 3.0, HL7등이 대표적이다.

### 기준표준의 적용
전기의료기기가 아닌 경우는 일반적으로 독성이 있는지 알아보는 ISO 10993 시리즈를 적용하고, 전기의료기기인 경우는 다음 3개중에 하나를 적용한다.
- 체외진단기(In-Vitro Device 또는 In-Vitro Diagnositc Equipment; IVD)는 IEC 61010-1을 공통기준표준으로 하고, IEC 61010-2-101을 개별표준으로 적용하여 설계하여야 한다.
- 능동형 인체 삽입용 의료기기(Active Implantable Medical Device)는 ISO 7396-1을 기준표준으로 한다.
- IVD도 아니고, 능동형 삽입의료기기도 아닌 일반 전기의료기기인 경우는 IEC 60601 시리즈를 적용한다.

## 전기 의료기기 설계의 공통기준규격 IEC 60601-1의 역사
의료기기 설계에 있어서 적용되는 규격은 IEC 60601 시리즈이다. 이 중에 전기 의료기기의 기본 안전 및 필수성능에 관련된 공통적인 규격이 IEC 60601-1이다.
단 체외진단용 분석기기는 기준규격으로 IEC 61010 시리즈를 적용하고, 인체이식형 전자의료기기는 ISO 14708 시리즈를 적용한다. (아래 IEC 60601-1의 1장 적용범위 및 목적에 설명되어 있다.)
이 표준(3.1/3.2판)에는 1400여개의 위해요인을 설명하고 있다. 이 위해요인에 대한 위해상황을 고려하지 않으면 위험으로 연결된다. 이 위해요인 중에 software 관련 부분이 250여개 된다.

### IEC 60601-1 1판~3.1판
의료기기나 전자기기들이 시장에 나오면서 품질이 나쁜 것과 좋은 것이 한꺼번에 나오므로, 소비자들은 어떤 게 좋은 것인지 쉽게 알 수가 없다. 그래서 판매하는 회사들끼리 뭉쳐 적어도 이 정도의 품질은 지켜야 한다는 자체적인 품질마크를 도입하기로 했다.
이런 일을 1940년대에 독일에서 제일 먼저 해왔다. 본인들의 노하우가 여기에 많이 투영되어 이 정도는 되어야 안전하다고 말할 수 있다는 것이 많이 적용되어 있다.
그러다가 1977년도에 유럽 국가들 사이(특히 독일과 영국)에 이런 제품 규격을 통일화하자고 만든 게 IEC 60601의 규격이다.
10년 뒤 1988년도에 2판이 나왔고, 20년 뒤인 2005년도에 3판이 나왔다. 20년 뒤 쯤인 2025년도에 4판이 나올 예정이다.
2판은 주로 의료기기의 기본 안전만 언급했다면 3판은 여기에 필수 성능, 위험관리, 적용범위의 확대가 추가되었다. 2012년도엔 일부 내용을 개정/완화하여 3.1판이 나왔다.

### IEC 60601-1 3.2판
IEC 60601-1의 최근 버전인 3.2판은 2020.8.20에 출간되었다. 
이 규격은 IEC SC 62A 분야의 WG14 분과에서 토의하고 있다. (18개국 45명의 전문가가 참여; 한국은 4명의 전문위원이 참여)
- 현재 IEC 60601-1에서 수정이 필요한 곳이 339군데 취합되었다.
- 정정이 필요한 안전과의 차이, 규제기관에 있어서 알려진 문제, 표준내의 불일치, 기술적 오류 및 표준 참조의 업데이트를 위해 수정해야 하는 곳이 109군데이다.
- 이중에 회원국 2/3의 찬성으로 3.2판에 도입하기로 한 부분은 78군데 있다.
- FDIS(Final Draft IS)에 대해 2020년 6월 26일에 통과되어 글자 수정후 바로 국제표준 발간을 개시할 것이다.
- 한글판 KS C IEC는 2020년 하반기부터 작업 중이고, 2021년 초에 공표될 것이다.

개정 3.2판의 소개에 다음과 같이 나와 있다.
- IEC 60601-1의 제 3 판은 2005년에 발행되었고 2012년에 개정되었다. IEC 60601-1 : 2005/AMD1:2012의 발행 이후 , IEC SC 62A 사무국에서는 국가위원회의 의견과 IEC SC 62A Working Group (WG)에 제출된 질문을 포함하여 다양한 출처에서 문제를 수집하고 있다. 2015년 11 월 일본 고베에서 IEC / SC 62A 회의에서 소위원회는 2024년 이후 언젠가 발표 대상이 되는 제4 판까지 기다려서는 안 되는, 개정안 2(3.2판)에 고려해야 할 우선순위가 높은 이슈를 파악 하기위한 프로세스를 시작했다.
- 고베 결의 1 항목 2에 명시된 바와 같이, 개정안 2에서 다루는 최종 '짧은 목록(short list)'에 포함될 문제는, 출석/투표한 국가위원회의 2/3 다수결에 의해 승인 된 것이어야 한다. 2016년 10월 10일 개최 된 SC 62A 의 프랑크푸르트 회의에서 109 개 품목이 국가위원회에 제출 되었다. 이중 총 78 개의 항목이, 출석/투표하는 국가 위원회의 2/3 의 과반수를 받았으며, 개정 2 준비를 위한 '짧은 목록'에 포함되었다. 나머지 모든 문제는 제 4 판에서 고려해야 할 '긴 목록 '에 포함된다.
- 이슈의 '짧은 목록 '은 수정안 2 (62A / 1164 INF)에 대한 설계 사양에 문서화되었다. 책임 있는 전문가 그룹은 설계 명세서의 6 절에서 할당된 각 문제를 검토하고 확인 된 문제에 대한 적절한 해결책을 개발하도록 지시 받았다. 이 개정안의 최종 해결책은 문제의 저자가 제안한 기술적 솔루션을 포함하거나 전문가 그룹이 개발한 다른 솔루션을 포함 할 수 있다.

3.1판과 3.2판 사이에 차이와 그 해설은 다음에서 볼 수 있다. 

### IEC 60601-1 4.0판
IEC 60601-1의 다음 버전은 4.0판으로 2029년에 출간 예정이다. 원래는 2025년이었는데 2023년9월 서울 IEC TC 62 회의에서 연기를 결정했다. 본격적으로 4판 TC(기술위원회)가동은 2024.4월부터 시작하였다. 
4판에서의 수정 방향은 다음과 같다.
- 안전 및 필수성능의 요구사항을 의료기기 병의원 설치 환경 차원으로 확장 예정
- 임상적 위험을 고려하는 필수성능을 강화할 예정이다.
- 2016년에 수정을 필요로한 내용 중 3.2판에 반영하고 남은 261개의 항목이 수정 대상이다.
- 내부보안, 외부보안에 대한 위험을 고려 예정 (IEC 80001-1)

## IEC 60601-1 3.2판의 내용

### 1절 적용 범위 및 목적
이는 IEC 60601-1:2020의 1절 내용이다.
- 1.1 이 규격은 의료용 전기기기 및 의료용 전기시스템(ME기기 및 ME시스템)의 기본안전 및 필수성능에 적용한다. 체외 진단기기의 기본 안전 규격은 IEC 61010 시리즈에서 다루고 있고, 능동 삽입 의료기기는 ISO 14708에서 다루고, 그 이외의 전기 의료기기에 대한 규격은 여기 IEC 60601 시리즈를 적용한다.
- 1.2 이 규격의 목적은 안전을 위해 일반적으로 필요한 요구사항(위해요인, 시험기준)을 알려주기 위한 것이고 추가적인 안전은 개별규격에서 언급한다. IEC 60601 시리즈의 보조규격은, 의료기기의 하부 그룹 기술 내용이나 IEC 60601-1에 완벽히 설명되지 않은 의료기기의 구체적인 특징에 적용 가능한 기본안전 및 필수성능을 위한 일반 요구사항을 규정한다. IEC 60601 시리즈의 개별규격에서는, 검토 중인 특정 ME기기에 적합한 경우, 이 규격에서 포함하는 요구사항을 수정, 변경 또는 삭제해도 좋다. 또한 기타 기본 안전 및 필수성능 요구사항을 추가해도 된다.

### 4절 의료기기 설계의 일반적인 요구사항
이는 IEC 60601-1:2020의 4절 내용이다.
- 4.1 의료기기는 정상 사용할 때나 합리적으로 예측 가능한 오용(실수, 건망증, 착오)때에도 안전하도록 설계해야 한다. 또한 환자의 안전을 최우선으로 설계해야 한다.
- 4.2 의료기기 설계에 ISO 14971 위험관리 프로세스를 도입하여 IEC 60601-1에 주어진 83개(TRF K~P version 기준)의 위해요인에 대한 위험을 평가하여 위험하지 않도록 조치를 취하고, 그 결과를 시험 또는 눈으로 확인(verification)하도록 한다. 또한 일반적인 위해요인 1429개(3.1판, 3.2판은 1467개)에 대한 시험기준을 만족하도록 설계해야 한다.
- 4.3 의료기기의 어떤 위해요인은 임상적인 기능에 의한 위험을 고려하여야 한다. 제조자 자신이 정한 제한치를 벗어나서 어떤 임상적으로 식별된 성능이 저하되거나 상실됨으로써 일어나는 위험을 평가하여, 그 위험이 허용가능하지 않다면 그 식별된 성능은 필수 성능으로 관리하여 위험하지 않도록 조치를 취해야 한다.
- 4.4 의료기기의 기대 서비스 기간 동안에는 기본 안전 및 필수성능이 유지되어야 하고, 이 기대서비스기간을 객관적으로 평가하여 위험관리파일에 기재해야 한다.
- 4.5 이 규격에 특정 위험통제수단이나 시험방법을 기술하고 있지만, 제조자에서 위험하지 않다는 것을 증명할 수 있는 다른 방법이 있으면 이를 따르지 않고 제조사의 방법을 이용해도 된다.
- 4.6 의료기기에서 환자에게 에너지를 주거나 받기 위해 접촉하는 부위를 장착부라고 하는데, 에너지 전달과 상관없이 환자와 접촉할 수 있는 부위가 필요하다면 이 부위를 장착부로 규정하고, B, BF, CF형 장착부의 요구사항을 적용할 수 있다.
- 4.7 의료기기에서 위험해질 수 있는 곳은 항상 이중안전을 요구한다. 어떤 위해상황이 발생하지 않도록 하기위한 제어장치(feedback system)가 있는데, 그 제어 장치가 제대로 동작하지 않을 경우를 대비한 대비책이 있어야 한다. 제어 장치나 대비책 중 하나가 고장이 났을 때를 단일고장상태라고 하고, 기대서비스기간동안 이 단일고장상태에서 허용할 수 없는 위험이 일어나지 않도록 설계해야 한다.
- 4.8 의료기기에 사용하는 부품은 IEC 승인을 받은 부품을 사용하는 게 좋다. 만약 IEC 승인을 받지 않은 부품을 사용했을 경우, 장치 전체뿐만 아니라 그 부품에 대해도 안전평가를 위한 IEC 60601 시리즈에 의한 시험을 해야 한다.
- 4.9 특정 부품의 고장에 의해 허용할 수 없는 위험이 발생될 경우, 단일고장안전을 확보해야 한다, 이를 위해 이중안전을 마련하거나 해당 부품을 (완전)무결성부품으로 사용해야 한다.
- 4.10 의료기기에 사용되는 공급전원은 수지형의 경우 250V이하만 사용가능하고, 4kVA 이하 의료기기이면 250V이하의 DC, 단상 AC를 사용가능하고 추가로 500V 삼상 전원도 사용가능하다. 4kVA 이상이면 DC, 단상, 삼상 공히 500V이하로 사용해야 한다. 전원은 공칭전원의 -10% ~ +10% 이내서 항상 정상 동작해야 한다.
- 4.11 의료기기에 안정 상태에서 사용되는 전력은 기재된 정격전력 대비 10%를 초과하면 안 된다.

### 5절 의료기기 시험을 위한 일반적 요구사항
이는 IEC 60601-1:2020의 5절 내용이다.
- 5.1 설계 및 제조된 의료기기가 이 규격의 요구사항을 만족하였는지 결정하기 위해 기기의 대표적인 샘플에 대한 시험을 형식시험이라 하는데, IEC 60601-1에는 TRF(Test Report Form; 시험보고서 양식)이라는 형식대로 시험을 요구하고 있고, 이 형식시험을 통해 제품시험인증을 받는다.
- 5.2 이 형식시험의 시험 샘플 수는 1개로한다.
- 5.3 시험하고자 하는 의료기기를 실제 사용하는 환경(온도, 습도, 대기압)으로 설정하여 시험한다.
- 5.4 가장 불리한 환경 조건으로 시험을 해야 한다.
- 5.5 가장 불리한 전원 특성 조건(V, A, 주파수등)으로 시험을 해야 한다.
- 5.6 시험 도중에 고장이 났을 경우, 그 장비를 수리하여 시험을 계속해야 하며, 시험은 처음부터 다시 할 것인지, 고장 난 부위만 다시 시험할 것인지는 고장 난 부위가 다른 곳에 영향을 미치는지 여부를 판단하여 결정한다.
- 5.7 누설전류나 내전압을 시험할 경우 습도전처리를 (하기전 및) 한 후에 시험해야 한다.
- 5.8 이 규격의 시험은 어떤 시험결과가 그 후에 이어지는 시험결과에 영향을 미치지 않는 방식의 순서로 수행한다.
- 5.9 접촉가능한 부위의 결정은 테스트 핑거에 닿거나, 테스트 훅으로 20N 힘/10초 동안 가해 벌어진 틈을 테스트 핑거를 넣어 닿는 부위로 정한다. 이 접촉 가능한 부위는 감전을 막기 위해 보호접지를 하거나 보호수단(MOP)에 의해 절연을 해야 한다.

### 6절 의료기기의 분류
이는 IEC 60601-1:2020의 6절 내용이다.
- 6.1 의료기기를 설계하기 전에 장착부 분류(B, BF, CF)를 포함한 다양한 분야의 분류를 미리 결정해야 한다.
- 6.2 의료기기에서 감전에 대한 이중안전을 어떤 식으로 할거냐에 따라 1급 의료기기(보호접지 사용), 2급 의료기기(이중 절연 사용), 내부전원형으로 분류를 해야 한다. 장착부도 B, BF, CF형으로 분류해야 한다.
- 6.3 의료기기 외장에서 물 및 미립자 물질의 유해한 침입을 막기 위한 IP 등급(1~8)을 설정해야 한다.
- 6.4 멸균되는 것을 의도한 ME기기 또는 그 부분은 사용설명서에 기재된 멸균방법에 따라 분류해야 한다.
- 6.5 산소과밀환경에서 사용을 의도하는 ME기기 및 ME시스템은 그러한 사용에 대해 분류되어야 한다.
- 6.6 의료기기는 연속가동이나 비연속가동 중 하나로 분류해야 한다.

### 7절 의료기기의 표시/문서
이는 IEC 60601-1:2020의 7절 내용으로, 각종 위해상황을 인지할 수 있게 하기 위한 글 표시/그림 표식/사용 및 기술 설명서에 어떻게 해야 하는지 알아보자.
- 7.1 의료기기에 붙어 있는 표시나 표식, 문서에는 정상 사용시에도 잘 보여야 하지만 (명확한 식별), 혹시 실수, 건망증, 착오에 의해 일어날 수 있는 위험에 대해서도 고려하여 작성(사용적합성)하여야 한다. 또한 이 표식(identification), 표시(symbols)은 의료기기의 기대서비스 기간 동안 명확한 식별능력이 유지되도록 해야 한다.
- 7.2 의료기기 외측에 표시되어야 하는 내용으로는 symbol(표시), 매뉴얼을 참조하라는 심벌, 부속품 정보, 외부에서 받는 전원 정보, 외부로 내보내는 전원 정보, 정격 입력(watt 또는 VA), 커넥터 내부의 전원 정보, IP 분류 정보, 장착부 symbol, 가동모드, 퓨즈 정보, 생리학적 영향에 관련된 안전정보 및 경고문, 고전압 정보, 냉각조건, 기계적 안정성 정보, 보호포장 정보, 기능접지단자 심벌 등으로, 의료기기의 안전을 위해 필요한 정보이다. 만약 부착 자리가 부족하여 이 모든 정보를 부착할 수 없을 때, 나머진 부속문서(사용자매뉴얼)에 적어야 한다.
- 7.3 의료기기 내측에 표시되어야 하는 내용으로는, 가열소자의 최대부하전력, 고전압 정보, 전지의 종류와 극성 및 장착방법의 정보, 퓨즈/과전류 차단기의 용량 정보, 제 위치의 보호접지단자 정보,  제 위치의 기능접지 단자 정보, 전원단자의 최대 허용 온도 정보 등으로 의료기기 사용자나 유지보수 기사의 안전을 위해 필요하다.
- 7.4 전원 스위치의 심벌은 그 기능 맞는 심벌을 사용해야 한다. On, Off, 토글 파워 스위치, 순간 누름 스위치가 그 예이다. 의료기기에 사용되는 단위는 SI 단위계(국제단위계)를 사용해야 한다.
- 7.5 조작자에게 분명하지 않은 위험을 완화하기 위해 경고, 금지 또는 강제조치를 전달하기 위해서 안전표지로 나타내어야 한다. 예로 경고, 위험, 고전압 위험, 금지, 매뉴얼을 반드시 읽어 보고 조작할 것의 안전표지 등이다.
- 7.6 표시에 나타낸 심벌은 반드시 사용설명서에 설명해야 한다. 예로 교류, 삼상, 직류, 보호접지, 대지접지, 1급/2급 의료기기, 매뉴얼 참조, B/BF/CF 장착부, 위험전압 등의 표시이다.
- 7.7 보호접지용 선은 초록색과 노란색이 같이 있는 절연피복선을 사용해야 한다. 삼상의 중앙전위를 연결하는 중선도선은 엷은 파란색으로 해야 한다.
- 7.8 경고를 나타내는 표시등의 색깔은 빨간색, 주의가 필요하다고 알려주는 것은 노란색, 정상적인 사용 상태라는 것을 알려주는 색은 초록색을 사용한다. 그리고 긴급 시 기능을 정지시킬 필요가 있는 제어기에만 붉은 색을 사용할 수 있다. (의료기기에서 붉은 표시 불빛은 위험, 붉은색은 긴급조치용으로만 사용된다.)
- 7.9 의료기기의 부품의 일환으로 사용설명서와 기술설명서가 들어가야 한다. 요즘 전자문서로 이들 설명서를 제공하는 곳이 많은데, 그럴 경우는 긴급 가동을 위해 하드카피 내지는 의료기기 상의 표시로 제공해야 한다. 사용설명서에는 제조자가 의도하는 의료기기 용도, 빈번하게 사용되는 기능, 의료기기에 알려진 금기사항이 기록되어야 하고, 조작자가 환자인 경우는 환자가 의도하는 조작자임을 밝히고, 조작자가 할 수 있는/없는 기능은 따로 기술해야 한다. 기술설명서는 의료기기의 설치, 이동, 보관 시에 필요한 정보를 담아야 한다.

### 8절 의료기기의 전기적 위해요인
이는 IEC 60601-1:2020의 8절 내용으로, 감전으로 인한 위험을 보호하기 위한 여러 가지 고려사항을 알아보자.
- 8.1 감전이라는 전기적 충격에 대해 보호를 위하여 정상상태 및 단일 고장상태에 대해서 각각 누설전류를 시험해야 한다. 이때 정상상태의 조건 및 단일 고장상태의 조건을 정의한다. 조건의 개수가 n개 이면 2^n개의 조건(회수)으로 시험해야 한다. 일반적으로 정상상태는 최대전원전압에서 시험하며, 전원접속의 전환, 기능접지접속의 개방을 고려해야 하며, 단일 고장상태는 정상상태 조건 + 보호접지선 개방, 전원 도선중 하나 단선을 고려해야 한다.
- 8.2 아웃렛을 통한 공급전원 공급이외에 다른 기기로부터 전원을 공급받는다면, 그 기기도 의료기기로 간주하고 이 규격을 적용해야 한다. 외부에서 직류를 받을 경우, 잘못된 극성의 접속에도 위해상황이 초래하지 말아야 하고, 다시 정확한 극성으로 연결 시 의료기기는 정상 동작해야 한다.
- 8.3 심장에 직접 사용하는 장착부는 CF형 장착부로 해야 하고, 환자에게 전기에너지나 전기생리학적 신호를 주고받는 것을 의도한 장착부는 BF나 CF형으로 하고 나머지 경우의 장착부는 B, BF, CF 형 중에 하나를 선택 지정한다.
- 8.4 접촉 가능한 부분 및 장착부를 통한 환자누설전류, 환자 측정전류 및 접촉전류는 정상상태에선 ac 0.1mA 이하여야 하고, 단일 고장상태는 ac 0.5mA 이하여야 한다. 단 정상사용 중 생리적 효과를 발생시키도록 의도한 경우는 초과할 수 있되, 그 의도한 효용은 임상시험을 통해 증명해야 한다.
- 8.5.1 조작자나 환자의 보호를 위해 2중의 보호수단이 마련되어야 한다. 1급 의료기기의 기초절연 + 보호접지이거나 2급 의료기기의 기초절연 + 보강절연이 그것인데, 조작자를 위한 절연보다 환자를 위한 절연이 좀 더 강화되어야 한다. 절연이 제대로 되어 있는지에 대한 시험은 내전압시험으로 조사하고, 220VAC를 사용 시의 기초절연의 조작자 보호수단(MOOP)인 경우 1500V, 환자보호수단(MOPP)인 경우 1500V를 가하고, 이중절연인 경우 MOOP는 3000V, MOPP의 경우 4000V를 가해 이상이 없어야 한다.
- 8.5.2 환자접속부에서 환자누설전류 B & BF ac 0.1mA/CF ac 10uA 이하여야 하고, 1MOPP의 내전압시험(1500V)에 견디어야 하고, 적절한 연면거리/공간거리여야 한다. 환자에게 연결된 리드선과 커넥터는 암놈형태여야 하고, 커넥터 핀은 표면에서 0.5mm 이상 들어가야 한다.
- 8.6 의료기기의 보호접지단자는 전원의 보호접지선이나 고정 보호접지선을 통해 외부의 보호접지시스템에 연결해야 한다. 가동부에는 보호접지를 사용하지 말되, 사용할 경우 기대서비스기간동안 접속을 신뢰할 수 있도록 위험관리파일에 의해 입증해야 한다. 보호접지는 25A 또는 최대 구동 전류의 1.5배 중 큰 전류를 5~10초 정도 흘린 후 장치의 접촉가능한 부분과 장치의 보호접지단자 사이에 0.1옴이하 이거나, 비착탈 전원코드(3m)인 경우 전원플러그의 보호접지핀사이에 0.2옴 이하여야 한다. 보호접지 연결은 전원이 연결되기 전에 먼저 연결되고, 빠질 때도 전원이 차단 후 접지가 빠지도록 해야 한다. 기능접지선이나 등전위화선으로 보호접지 접속을 제공하기 위해 사용하지 말아야 한다.
- 8.7 (접지누설,환자누설, 접촉, 환자측정)전류는 습도 전처리 이후 가동상태의 온도에서, 정격전원 110%의 전압에서 시험을 하되, 정상상태는 전원접속의 전환, 기능접지접속의 개방 때에 측정하고, 단일 고장상태는 정상상태 조건 + 보호접지선 개방, 전원 도선중 하나 단선 때에 전류를 측정한다. 허용값은 접지누설은 NC 5mA, SFC 10mA이하여야 하고 나머지는 NC에서 AC 0.1mA 이하, SFC에선 AC 0.5mA이하여야 한다. 이를 측정하는 측정기(MD)는 1k옴에 흐르는 전류에 대한 전압을 1kHz의 cutoff 주파수를 가지는 LPF를 거쳐 측정한다. 접지누설전류는 그림13, 접촉전류는 그림14, 환자누설전류 측정시 장착부를 가지면 그림 15, F형이면 그림 16을 추가를 한다. 다중 장착부가 더 있어 신호입력/출력 장착부를 가지면 그림17을 추가하고, 2급 의료기기에서의 환자누설전류는 그림18을 추가하고, 환자측정전류는 그림19에 의해 측정한다.
- 8.8 보호수단으로 사용되는 기초절연 및 강화절연을 사용했을 경우, IEC/ISO 규격에 적합 절연재를 사용하면 시험하지 않아도 되고, 또한 IEC 60950-1에 만족하는 절연인 경우는 조작자보호수단은 만족하므로, 환자보호수단인 경우만 시험한다. 1급 의료기기인 경우는 보호접지와 기초절연으로 이중안전을 취하고, 2급 의료기기인 경우는 기초절연 + 강화절연으로 이중안전을 취한다. 절연은 주로 변압기의 성능 테스트에서 내전압 시험(220VAC인 경우 1MOP 1500V / 2MOOP 3000V, 2MOPP 4000V)을 1분동안하여 절연파괴가 없어야 한다. (표6) 기타절연물인 경우는 위의 내전압시험에 추가로 내습성, 열순환 및 기계적강도 시험을 한다.
- 8.9 보호수단중 절연으로 보호하려면, 기체(공기) 절연, 유체/고체절연(절연막, 절연유, 고체절연물)등에 의한 것들이 있다. 이것 중에 절연지를 이용한 절연은 내전압 시험을 통해 보호여부를 판단하고, 공간을 띄워 절연을 하려면 다음의 공간거리/연면거리를 확인하는 것만으로 판단가능하다.
- 8.9.1 진공 중에서 1mm떨어진 곳에서 2000V를 가하면 절연파괴가 일어난다. 일반적으로 사용되는 220V에 대한 안전 절연 거리를 계산하기 위해, 먼저 220Vac에서 대표값으로 250Vrms를 계산한다. 이때 습도, 온도, 먼지, 소금오염등을 고려하여, 조작자보호수단인 경우 안전율을 2^4=16배로 하면 250/2000*16배*1mm=2mm의 공간거리가 필요하고 (표13) 환자보호수단용 공간거리인 경우는 안전율을 20배로 하여 250/2000*20배*1mm = 2.5mm 이상의 공간거리가 필요하며, 환자보호수단에 대한 연면거리는 안전율을 32배하여 4mm 이상의 거리가 필요하다. (표12) 조작자보호수단용 공간거리는 1차전원부(일반(표13), 피크동작이 많은상태(표14), 높은 고도(표8)), 2차전원부(표15)에 따라 달라지는데, 일반적으로는 위에서 언급한 2mm 이고 조작자보호수단용 연면거리는 오염정도에 따라 달라진다. 220Vac에서 오염정도가 II등급이면 2.5mm, 오염정도가 III등급이면 4mm이상 필요하다.(표16)
- 8.9.2 전원부의 양극 사이의 절연에 대해, 연면거리 및 공간거리 중 하나씩 차례대로 단락했을 경우에 누설전류의 제한치를 넘어가지 않는다면, 최소 연면거리 및 공간거리를 적용하지 않는다.
- 8.9.3 전기가 흐르는 부분 사이에 절연혼합물(고체나 액체)로 채웠을 경우, 고체절연요구사항(열순환-습도전처리-내전압시험)을 만족해야 한다.
- 8.9.4 환자보호수단으로 간주되는 연면거리에 가로 놓여진 간극의 최소거리(X)는 오염등급에 의해 조정되어야 한다. (일반 오염 = 2  --> X=1mm)
- 8.10 선이 긴 부품 및 배선이 흔들거리거나 분리될 수 있는 상황이 되지 않도록 확실히 고정해야 한다.
- 8.11 의료기기는 회로의 전기를 분리할 때 모든 극을 동시에 전기적으로 분리하는 스위치를 가져야 한다. 중성도선은 분리하지 않는다. 하나의 의료기기 시스템에 여러 전원을 동시에 제공하기 위해 사용하는 MSO(다중소켓아웃렛)도 접지누설전류는 5mA 이하여야 한다. 전원선은 최대전류를 흘렸을 때 열발생에 의해 허용한 발열온도이하가 되는 공칭단면적의 전기선을 사용해야 한다. 전원 커넥터의 입구가 마모되지 않도록 보호해야 하고, 외부의 힘에 의해 당겼을 때도 잘 견디어야 한다. 1급의료기기의 전원선에 fuse는 모든 전원선에 들어가야 하고, 2급 의료기기는 한군데에만 들어가도 된다.

### 9절 의료기기의 기계적 위해요인
이는 IEC 60601-1:2020의 9절 내용으로, 기계적인 부품이나 장치의 위해요인을 알아보자.
- 9.1 의료기기의 기계적 위해요인은 일반적인 기계 자체에 대한 위해요인(파쇄, 전단, 절삭, 얽힘, 끼임, 베임, 마찰)과 기계적 장치에 의한 위해요인(비산물, 고압유체 방출, 낙하, 불안정, 충격, 환자의 이동, 진동/소음)을 고려해야 한다.
- 9.2.1 가동부를 가진 의료기기는 정상적인 사용, 실수/건망증/착오에 의한 오용에도 위험하지 않도록 설계/제조/배치해야 한다.
- 9.2.2 끼임이 발생하는 트래핑존이 있는 경우, 끼임이 발생하지 않게 간극(표20참조)을 조절하던지, 아예 근처에 못오게 안전거리나 가드를 두던지, 스위치를 누르고 있는 동안만 가동부가 움직이고, 트래핑존 근처에 가려면 스위치를 끄게 만드는 연속적인 작동의 요구사항중 1개를 만족해야 한다. 가동부 활동 범위내에 사람이 있는 경우 이동을 시작하면 안되고, 움직이고 있는 도중에 사람이 들어오면(또는 트래핑존에 접근하면) 시스템은 멈추어야 한다. 그리고 단일고장상태에서 위험통제수단의 고장을 대비하여 비상정지장치를 제공해야 한다.
- 9.2.3 우연히 건드려 동작하는, 의도하지 않은 움직임이 발생하지 않도록 설계, 배치하여 보호해야 한다.
- 9.2.4 제어장치의 고장(단일고장상태)이 나더라도 안전을 보장하려면 2중안전장치가 필요하다. 일반적으로 가동부 모터의 전원을 끊는 비상정지장치를 주로 사용한다. 비상정지장치는 조작자가 쉽게 접근 가능해야 하고, 이 장치는 정상사용의 일부분이 아니어야 하며, 붉은 색의 스위치로 되어야 한다.
- 9.2.5 의료기기의 고장 또는 정전, 위험 통제 수단 또는 비상 정지 가동의 경우, 환자를 신속하고 안전하게 해방하기 위한 수단을 제공해야 한다. (예:맘모그래피, MRI, 산소호흡기통)
- 9.3 상처나 손상을 초래하는 의료기기의 거친 표면, 예리한 모서리 및 가장자리는 제거하거나 덮어야 한다.
- 9.4.1 정상사용시 바닥이나 테이블 위에 두는 것을 의도한 의료기기 및 그 부분은 넘어지거나 갑작스럽게 움직이지 않도록 설계해야 한다.
- 9.4.2 운반자세시 수평면에서 10도 경사진 면에 두었을 때 균형을 잃지 말아야 한다. 10도 기울기에서 특정조건에서만 균형을 잃지 않을 때 특정 조건으로 운반만이 가능하다라는 경고표지를 부착하면 된다. 운반자세 이외의 어떠한 정상시용시에도 5도 경사면에서 균형을 잃지 말아야 한다. 이동형의료기기를 이동시킬 때 200N 이상의 힘이 들면 안된다. 또한 45kg이상의 이동형의료기기가 10mm의 문턱을 넘어갈 수 있어야 하고,또한 균형을 잃으면 안된다.
- 9.4.3 이동형 의료기기를 수동으로 이동시 200N이상 필요시, 모터 구동에 의한 이동으로 설계해야 한다. 이때는 정상상태시에는 브레이크가 동작상태여야 하고, 이동시는 제어기의 연속동작에 의해서만 브레이크가 풀리고 이동하도록 해야한다. 운반자세시 10도에서, 정상사용시는 5도의 경사면서 의도하지 않는 움직임이 없도록 바퀴잠금 또는 브레이크 시스템이 필요하다.
- 9.4.4 20kg이 넘는 휴대형 의료기기가 아닌 의료기기를 이동시킬 때 이동에 적절한 기구(예:핸들, 고리등)를 갖추고 있어야 하며, 안전하게 이동시킬 수 있는 방법에 대해 사용설명서에 기재해야 한다. 2명이상이 운반에 필요시 1개 이상의 운반용 핸들이 있어야 한다.
- 9.5 비산물이 허용할 수 없는 위험을 발생시키는 경우, 의료기기는 그 위험에 대한 보호수단을 갖추어야 한다.
- 9.6 하루 종일, 사람이 MRI등의 가청음향에너지로 80dBA 이상에 노출되면 안된다. 하루의 절반동안 노출되었을 경우 3dB 더 노출되어도 된다. 손에 전달되는 진동의 경우 하루의 1/4동안 2.5m/sec^2 이하의 진동만 허용한다.
- 9.7 공기압이나 수압을 받는 압력용기에서 압력제어장치는 최대치의 90%까지만 사용할 수 있도록 제어할 수 있어야 하고, 이 제어기가 고장난 (단일 고장)상태에서는 추가적인 압력완화장치에 의해 최대 압력의 90%를 넘지 않도록 해야 한다.
- 9.8.1 지지/현수 또는 조작시스템의 구조는 총하중에 안전율을 곱해서 설계해야 한다. 모든 가능한 고장에 대한 영향을 위험분석에서 고려하여야 한다.
- 9.8.2 지지시스템은 의료기기의 기대서비스기간동안 구조적인 무결성을 유지해야 한다. (부러지거나 고장 나지 말아야 한다.) 인장이나 현수시스템에 사용된 구조물이 마모가 없거나 파손시 늘어나거나 기계적 보호 장치가 있으면 다른 것 보다는 안전하게 된다. 3가지 안전 요인에서 2가지 이상 구비하면 안전율은 시물레이션했을 경우는 2.5배, 안했을 경우는 4배의 안전율을 적용하고, 3가지 중 1가지만의 안전장치를 구비했을 경우 시물레이션을 한 경우 4~5배, 하지 않은 경우는 6~8배의 안전율을, 하나도 적용하지 않은 경우는 시물레이션을 했을 경우는 8배, 안했을 경우는 12배의 안전율을 적용해야한다. (최대 하중)*안전율에 해당하는 하중/인장을 가한 후 1분 동안 평행을 유지하면 합격으로 간주한다.
- 9.8.3 환자를 지지 또는 고정하기 위한 의료기기의 부분은 물리적인 상처 및 고정이 우연히 느슨해져서 위험하게 되는 것을 막아야 한다. 일반적으로 환자나 조작자의 몸무게는 135kg으로 산정해야 한다. 예로 수술용 테이블의 경우 긴급 상태 때 테이블 위에 환자 + 응급 조치사 + 심폐 소생기 같은 의료기기가 올라갈 수 있다. 이때는 135kg * 2 + 최소질량 15kg 부속품을 지탱할 수 있어야 한다. 사람이 서 있는 경우의 정하중은 두 발바닥 면적인 0.1m^2 이내에 하중이 실린다고 가정하고 계산해야 하며, 동하중은 15cm 위에서 최대 하중이 떨어지더라도 기본안전 및 필수성능이 유지되도록 설계해야 한다. 일회 작동을 의도한 기계적 보호장치가 가동이 되었을 경우 이를 교환할 때까지는 의료기기를 사용할 수 없게 되어야 한다.

### 10절 의료기기에서 방출되는 에너지에 대한 위해요인
이는 IEC 60601-1:2020의 10절 내용으로, 의료기기에서 발사되는 여러 에너지에 대한 위해요인을 알아보자.
- 10.1 진단 및 치료목적을 위한 X선 방사를 발생시키도록 의도하지 않지만, 전리방사선을 발생 시킬 수 있는 의료기기 경우, 그 공기커마율은 의료기기(예:브라운관) 표면에서 5cm 떨어진 지점에서 5uGy/h이하여야 한다.
- 10.2 알파, 베타, 감마, 중성자선 및 기타 입자선이 나오는 경우, 제조자는 이에 관련된 위험을 다루어야 한다. (이에 의해 돌연변이/암 발생 가능성이 있음)
- 10.3 마이크로 방사선에 의해 열을 가하는 의료기기의 경우, 의료기기 표면에서 5cm 지점에서 측정 시 10W/m^2 이하의 전력밀도여야 한다.
- 10.4 전기적 방사를 증폭하거나 생산하는 레이저는 IEC 60825-1:2007의 관련 요구사항을 적용하여야 한다.
- 10.5/6/7 자외선/기타 가시 전자파 방사선/적외선이 나오는 경우, 제조자는 레이저와 발광다이오드를 제외하고는 이 에너지의 관련 위험을 다루어야 한다.

### 11절 의료기기의 온도에 대한 위해요인
이는 IEC 60601-1:2020의 11절 내용으로, 임상적으로 위험한 온도/독성/가연성 물질등의 위해요인에 대해 알아보자.
- 11.1 최악의 상태에서 의료기기를 가동시킬 때 절연물의 최대온도(A종 105 ~ H종 180도)를 초과하지 말아야 하고, 가연성 용액의 발화점 온도보다 25도 아래여야 하고, 목재를 사용했을 경우 90도를 초과하지 말아야 한다. 환자에게 열을 가하는 것을 의도한 장착부인 경우 그 온도에 대한 임상효과를 보여야 한다. 환자에게 열을 가하는 것을 의도하지 않은 장착부인 경우, 41도 이하만 사용해야 한다. 41도를 초과할 경우, 임상효과를 보여야 하는데, 허용 가능한 최고 온도는 접촉 시간에 따라 다르다. 10분 이상 접촉 시는 43도까지, 1분~10분 사이이면 48도까지 가능하며, 10초~1분 사이는 51도까지 가능하다. 환자와 접촉하는 장착부의 온도는 51도 이상 올릴 수 없고, 조작자가 접촉하는 의료기기 부품의 경우 1초~10초 사이이면 56도, 1초 이내이면 74도까지 접촉을 허용한다. 온도의 측정은 장치를 배치하고 (필요에 따라서는 테스트 코너 활용) 전원을 넣고, 열평형을 이루도록 기다린 후 온도를 측정한다.
- 11.2 합리적인 오용(실수/건망증/착오)에 의한 외장의 일부 파손으로 발생할 수 있는 화재를 방지하기 위한 강도를 가져야 한다. 산소과밀 환경에서 사용할 의료기기는 정상상태 및 단일고장상태에서 화재의 위험을 가능한 낮추도록 해야 한다. (즉 발화원(예:불꽃)이 발화성 재료(예:산소)에 접촉하지 않도록 하고, 화재확산을 제한할 수단을 갖추어야 한다.)
- 11.3 외장의 변형/최대온도의 초과라는 특정 위해상황(13.1.2항)에서 의료기기의 방화 외장 내에 절연전선은 FV-1 이상, 기타 부품은 FV-2 이상의 난연성 등급을 가져야 한다. 또한 방화 외장은 바닥에 구멍을 갖지 않거나 이중으로 된 배플로 만들어져야 한다.
- 11.4 가연성 마취제와 함께 사용을 의도한 의료기기는 이 위해요인에 대한 보호를 담은 부속서 G의 적용 가능한 요구사항을 충족해야 한다.
- 11.5 가연성 물질과 함께 사용을 의도한 의료기기는 제조자의 위험관리프로세스에서 화재의 가능성 및 관련 완화 방법을 설명해야 한다.
- 11.6 의료기기의 구조는 넘침, 유출, 누설, 물 또는 미립자 물질의 침입, 청소, 소독, 멸균 및 의료기기와 함께 사용하는 물질과의 적합성에 대해 충분히 보호해야 한다.
- 11.7 생체조직, 세포 또는 체액에 직/간접적으로 접촉하는 것을 의도한 의료기기 또는 부속품은 생체적합성(ISO 10993)에 따라 독성이 없다는 것을 평가해야 한다.
- 11.8 의료기기를 사용하다가 갑작스러운 전원 차단으로 고장나지 말아야 한다. (예:PC의 전원이 갑자기 나갔을 경우 기본안전이나 필수성능이 상실되지 말아야 한다.)

### 12절 제어기와 계측기의 정확도 및 위해한 출력에 대한 보호
이는 IEC 60601-1:2020의 12절 내용으로 계측기나 조작기의 값에 대한 위해요인을 알아보자.
- 12.1 어떤 값을 이루기 위한 제어장치와 그 값의 계측이 정확해야 위험하지 않을 것이다. 이들의 정확도에 대한 위험을 위험관리 프로세스에 의해 다루어야 한다.
- 12.2 제어기 및 계측기 관련 특정 표식, 표시 및 문서(매뉴얼)와 관련한 것에 대해 실수/건망증/착오에 대한 위험이 없도록 사용적합성 엔지니어링 프로세스(IEC 60601-1-6)를 통해 다루어야 한다.
- 12.3 제조자가 경보시스템을 사용할 경우, IEC 60601-1-8을 만족해야 한다.
- 12.4 위해한 출력에 대한 보호를 위해, 안전제한에 대한 의도적인 초과를 할 경우 - 관련된 위험을 관리해야 하고, 위해한 출력이 나올 경우(x-ray, 투약) - 노란불등으로 안전과 관련된 표시를 해야 하고, 최대출력 값을 잘못 선정하여 과대 출력값이 나갈 수 있을 경우 - 이의 위험을 관리해야 하며, 제어하지 않는 잘못된 출력이 나갈 경우에 대한 위험도 관리해야 한다.

### 13절 의료기기에 대한 단일고장상태 및 특정위해상황
이는 IEC 60601-1:2020의 13절 내용으로 의료기기에서 12가지의 단일고장상태에서 3가지의 특별한 위해상황 발생여부를 확인하라는 내용이다. (즉 12*3=36가지의 위해상황을 특별히 확인해봐라는 내용)
- 13.1 의료기기에서 13.2항의 단일고장상태가 발생 시 다음에 열거하는 어떠한 특정 위해상황도 발생하지 말아야 한다. ([2]최대온도초과나 외장의 변형/[3]누설전류나 전압제한의 초과/[4]9.1~9.8항의 특정 기계적 위해요인)
- 13.2 단일고장상태는 다음을 의미한다. ([2]전기적 단일고장상태/[3]변압기의 과열/[4]자동온도조절기의 고장/[5]온도제한장치의 고장/[6]액체의 누설/[7]위해상황을 발생할 가능성이 있는 냉각의 고장/[8]가동부의 구속/[9]모터용 캐패시터의 분리 및 단락/[13]과부하)

### 14절 의료기기의 software에 대한 위해요인
이는 IEC 60601-1:2020의 14절 내용으로 일반 software, firmware, 프로그램 가능한 로직용 software까지 고려해야 한다.
- 14.1 Software가 기본 안전 및 필수성능을 위해 필요한 기능을 제공할 경우 14.2~14.12를 PEMS에 적용해야 한다, IT network에 포함되도록 의도된 software는 14.13을 적용한다. PEMS를 개발시 IEC 62304:2015(의료 소프트웨어 참조)을 적용하여야 한다.
- 14.2 연구용 문서 중 특히 software에 관련된 문서는 정식 문서 절차에 따라 전문팀의 검토, 팀장의 승인 후 다른 사람들이 볼 수 있도록 발행이 되어야 한다. 변경이 되면 역시 작성/검토/승인 후 변경이 된 사실을 다른 사람들이 알 수 있게 배포해야 한다.
- 14.3 Software에 관련된 위험관리는 PEMS 및 PESS의 제작 후 위험정도를 확인하기 위한 PEMS 밸리데이션 계획에 포함되어야 한다.
- 14.4 PEMS 개발주기는 V model에 따라 PEMS 개발주기를 이정표(PERT chart)에 사전 문서화해야 한다.
- 14.5 개발목표가 바뀌거나 Error나 Bug 생성으로부터 문제해결을 해야 할 경우, 그 과정은 문서화되어야 하고, 그 문제에 대해 평가를 하거나, 기준을 변경/확정할 수 있다.
- 14.6 위험관리프로세스를 작성 시, software의 위해요인은 주어진 10가지에 대해 생각해봐라. 이에 대한 위험통제 수단이나 절차는 위험을 만족스럽게 감소시키도록 적절히 검증된 것을 선택하고 실행해야 한다.
- 14.7 PEMS 및 PESS의 경우 문서화된 소프트웨어 요구사항 사양서(SRS)가 있어야 하며, 이는 그 아랫단에서 실행되는 필수성능 및 위험통제수단을 포함해야 한다.
- 14.8 PEMS에서 위험을 허용 가능한 수준으로 낮추기 위해 아키텍처 사양서는 다음의 요구사항 14가지(a~n)를 사용하여야 한다.
- 14.9 설계 및 구현에서 설계를 sub system으로 분산시켜야 하고, 각각이 설계 및 시험의 사양서를 갖도록 한다. 추가로 설계 환경에 대해선 문서화되어야 한다.
- 14.10 기본안전, 필수성능 또는 위험통제수단을 구현하는 모든 기능에 대해 검증이 요구된다. 검증계획서(이정표, 검증직원의 독립성, 검증수단, 검증 적용범위를 포함할 것)를 초기에 적성해야 한다.
- 14.11 PEMS 밸리데이션 계획에는 기본안전 및 필수성능을 포함해야 하고, 밸리데이션을 위해 사용된 방법은 문서화되어야 한다. 실제 PEMS 밸리데이션은 이 계획서에 따라 실시하고 문서화해야 한다.
- 14.12 설계결과의 일부 또는 전부가 이전 설계에서 변경되어 발생했다면, 새로운 설계인 것처럼 14항의 전부를 적용하거나 이전 설계의 유효성에서 수정/변경 절차에 따라 평가해야 한다. software가 변경 시는 IEC 62304 전체(4.3항, 5/7/8/9절)를 적용해야 한다.
- 14.13 IT-network로의 결합을 의도하는 PEMS의 경우 연결목적/연결 요구 사항/요구되는 구성/기술적 사양을 설명해야 하고 외부와 연결로 인해 발생하는 보안 위해요인을 고려해야 한다.

### 15절 의료기기의 ME기기의 구조에 대한 위해요인
이는 IEC 60601-1:2020의 15절 내용으로 9장은 개별 모듈에 대한 위해요인이었으면, 15장은 의료기기 전체의 구조에 대한 위해요인을 살펴본다.
- 15.1 의료기기의 제어기 및 표시기 배치에 사용적합성 관점에서 위험이 없도록 할 것
- 15.2 검사, 교환 및 조정이 가능하도록, 즉 수리를 용이하게 하도록 배치하거나 고정해야 함
- 15.3 의료기기 배송/납품시 생기는 밀기, 충격, 낙하 등에 대해서도 기계적 강도를 가져야 한다.
- 15.4 각종 커넥터는 오접속시 위험하면, 오접속이 일어나지 않도록 모두 다른 모양으로 할 것
- 15.5 변압기의 단락 또는 과부하의 경우에 과열에 대해 보호할 것, 또한 변압기 내부에서 절연파괴가 일어나지 않는 내전압을 지킬 것

### 16절 의료기기의 ME시스템에 대한 위해요인
이는 IEC 60601-1:2020의 16절 내용으로, 여러 의료기기 모듈이 하나의 의료장치로 설치될 때 발생할 위해요인을 살펴본다.
- 16.1 의료기기 시스템의 경우, 여러 개를 조합해서 하나의 장치로 되기에 현장에서 설치되어 완성되는 경우가 많다. 고로 설치 또는 그 후의 변경에 의료기기 시스템에 허용할 수 없는 위험을 발생시키지 말아야 한다.
- 16.2 의료기기 시스템에는 제조자가 의도한대로 연결/사용하기 위해 필요한 모든 데이터(특히 기록된 17가지 항목)를 부속문서(기술문서)에 포함하여야 하고, 영업/서비스 조직의 주소를 함께 포함해야 한다.
- 16.3 의료기기 시스템엔 각 의료기기별로 전원이 따로 사용된다. 한 의료기기 모듈의 전원을 다른 모듈에서 전원을 이용할 경우 사용설명서에 다른 모듈의 전원 출력 부분을 충분히 설명해야 한다.
- 16.4 정기 보수, 교정 등을 수행하는 동안, 쉽게(공구를 사용하지 않고) 커버/커넥터 등을 제거한 후, 조작자가 접촉할 수 있는 비의료기기 부분의 전압은 8.4.2 c)항의 규정전압 이하여야 한다.
- 16.5 ME기기와 ME시스템 또는 다른 시스템의 아이템 사이의 기능 접속이 누설전류의 허용값을 초과하는 원인이 될 수 있는 경우, 분리장치를 장착한 안전수단을 적용해야 한다.
- 16.6 의료기기 시스템 전체의 누설전류는 다중소켓아웃렛(MSO)를 통해 전원을 공급받을 경우도 5mA 이내여야 하고, 접촉전류는 100uA이하여야 하며 SFC인 경우 500uA 이내여야 한다.
- 16.7 의료기기 시스템에서 ME 기기 사이에서 기계적 위해요인(예:끼임)이 존재할 경우, ME시스템은 9절의 적용 가능한 요구사항에 적합해야 한다.
- 16.8 ME시스템 전체, 또는 ME시스템의 부분에 대한 전원의 차단 및 복귀가 기본안전 및 필수성능의 상실을 초래하지 않도록 ME시스템을 설계하여야 한다. (부분의 전원 유무를 전체가 파악해서 제어해야 한다.)
- 16.9.1 의료기기 시스템 사이/또는 환자에 연결된 커넥터 중 공구를 사용하지 않고 제거후 접촉가능한 경우, 오접속(다른 곳에 접속 또는 전원, 그라운드에 접속등)에 의해 (특히 환자가) 위험하지 말아야 한다.
- 16.9.2 다중소켓 아웃렛은 공구의 사용에 의해서만 접속이 가능해야 하든지, 일반 파워커넥터는 접속하지 못하게 하든지, 분리변압기를 통해 전원을 공급받아야 한다.

### 17절 의료기기의 ME기기 및 ME시스템의 전자파 적합성 대한 위해요인
이는 IEC 60601-1:2020의 17절 내용이다.
- 17. 제조자는 위험관리프로세스에 의해 외부에서 들어오는 전자파 현상 및 내부에서 발생하는 전자파에 의해 외부 장치의 성능저하에 대한 위험을 평가해야 한다.

## 추가 항목
- IEC 표준
- IEC 60601
- 의공학
- 의료 소프트웨어